# Pietro Ferrero junior
Pietro Ferrero (* 11. September 1963 in Turin; † 18. April 2011 in Camps Bay, Südafrika) war ein italienischer Unternehmer und von 1997 bis zu seinem Tod im Jahr 2011 Leiter des Süßwarenherstellers Ferrero.

## Leben
Ferrero studierte Biologie und arbeitete ab 1985 bei Ferrero Deutschland. Später wechselte er in die Konzernzentrale nach Alba, wo er für die Produktion und technische Fragen verantwortlich war.
Pietro Ferrero und sein Bruder Giovanni übernahmen 1997 die Leitung des Familienunternehmens in dritter Generation von ihrem Vater Michele Ferrero. Bis 2008 war Ferrero zudem als Direktor im Verwaltungsrat des Kreditinstituts Mediobanca tätig.
Ferrero verstarb am 18. April 2011 im Alter von 47 Jahren in Südafrika an den Folgen eines Herzanfalls, den er während eines Fahrradausflugs auf der Küstenstraße zwischen Camps Bay und Llandudno erlitt. Er hinterließ eine Frau und drei Kinder.